# Ác nữ báo thù
Ác nữ báo thù (tên gốc tiếng Hàn: 악녀, còn được biết rộng rãi tại thị trường quốc tế với tên tiếng Anh: The Villainess) là một phim điện ảnh hành động giật gân của Hàn Quốc năm 2017 do Jung Byung-gil đạo diễn và Moon Young-hwa sản xuất, từ phần kịch bản được thực hiện bởi Jung Byung-gil và Jung Byeong-sik. Phim có sự tham gia của Kim Ok-bin, Shin Ha-kyun và Sung Jun.
Ác nữ báo thù được công chiếu ra mắt tại Liên hoan phim Cannes 2017 được diễn ra vào tháng 5 năm 2017. Phim được công chiếu tại Hàn Quốc vào ngày 8 tháng 6 năm 2017. Tại Việt Nam, phim được khởi chiếu vào ngày 28 tháng 7 năm 2017 với nhãn C18.

## Nội dung
Sook-hee là một cô bé có tuổi thơ bất hạnh. Sau khi tận mắt chứng kiến cảnh bố mình bị sát hại, cô được Lee Joong-sang, đại ca của một băng đảng xã hội đen, giải cứu và thu nhận làm đệ tử. Sau quá trình huấn luyện khắc nghiệt, Sook-hee trở thành một sát thủ máu lạnh. Sau một phi vụ trả thù đẫm máu, Sook-hee bị Cơ quan Tình báo Hàn Quốc (NIS) bắt giữ. Nhận thấy khả năng và tư chất của cô gái trẻ, Giám đốc Kwon-sook đề nghị Sook-hee trở thành mật vụ ngầm trong vòng 10 năm để đổi lấy tự do. Cô đồng ý và trong thời gian huấn luyện cô đã sinh ra đứa con gái tên Eun-hye.
Từ bỏ cuộc sống ngoài vòng pháp luật, Sook-hee bắt đầu cuộc đời mới không kém phần thử thách và nghiệt ngã. Mọi việc càng trở nên phức tạp khi bóng ma quá khứ không ngừng trở lại ám ảnh cô.
Một đoạn hồi tưởng cho thấy Sook-hee lúc 20 tuổi cố gắng truy sát người đàn ông tên Jang-chun vì tin rằng hắn đã giết bố cô. Sook-hee bị khống chế và Jang-chun tiết lộ rằng hắn không phải là hung thủ thật sự. Sau đó Joong-sang đến cứu Sook-hee và giết hết băng nhóm của Jang-chun. Đoạn hồi tưởng khác cho thấy Sook-hee lúc 8 tuổi được Joong-sang huấn luyện lắp ráp súng lục. Gã nói với Sook-hee rằng hãy dành cả đời làm sát thủ cho gã.
Kwon-sook giao nhiệm vụ đầu tiên cho Sook-hee. Khi Sook-hee giết mục tiêu, cô thấy con gái của hắn đứng ở cầu thang. Điều này làm cô nhớ lại năm xưa cô cũng từng chứng kiến bố mình bị giết. Lúc đó Sook-hee trốn dưới gầm giường nên không thấy mặt hung thủ mà chỉ nghe tiếng hắn huýt sáo. Sau đó Jang-chun bắt cô và bán cô vào động mại dâm. Sook-hee sắp bị cưỡng hiếp bởi một khách hàng thì được Joong-sang giải cứu. Từ đó Joong-sang thu nhận Sook-hee làm đệ tử, đào tạo cô thành cỗ máy giết chóc.
Sau khi hoàn tất nhiệm vụ đầu tiên, Sook-hee được ra khỏi cơ quan NIS và ở trong căn hộ riêng cùng với Eun-hye. Cô lấy tên giả là Chae Yeon-soo, sử dụng nghề diễn viên kịch nói làm vỏ bọc. Cô không biết rằng Kwon-sook đã cử một đặc vụ tên Jung Hyun-soo đến sống bên cạnh căn hộ của cô, anh đã yêu thầm cô từ trước. Hyun-soo tiếp cận Sook-hee và dần chiếm được cảm tình của cô. Sook-hee nhớ lại ngày xưa cô và Joong-sang từng kết hôn, cô nói rằng cô sẵn sàng từ bỏ thù hận nếu có thể kết hôn và sống cuộc sống bình thường. Joong-sang thấy nữ sát thủ do mình đào tạo sắp không còn sử dụng được nữa nên gã lên kế hoạch trừ khử Sook-hee. Joong-sang làm giả cái chết của mình, Sook-hee nghe tin này liền phẫn nộ rồi đi giết cả một băng đảng tội phạm được cho là có liên quan đến cái chết của Joong-sang (đây là cảnh mở đầu phim). Joong-sang đã mượn tay Sook-hee loại bỏ các đối thủ cạnh tranh của mình, gã hi vọng cô cũng bị băng đảng kia giết, tuy nhiên cô vẫn còn sống sau trận chiến đẫm máu.
Sook-hee đau lòng khi thấy Min-joo, người bạn tốt của cô, bị kẻ địch giết chết khi cả hai được cử đi làm nhiệm vụ. Cơ quan NIS muốn thực hiện một vụ ám sát từ một công ty tổ chức tiệc cưới, vì vậy họ sắp xếp một đám cưới cho Sook-hee và Hyun-soo, rồi giao cho Sook-hee nhiệm vụ ám sát mục tiêu ở tòa nhà đối diện. Khi Sook-hee nhắm khẩu súng bắn tỉa về phía mục tiêu, cô bị sốc khi thấy đó chính là Joong-sang. Cô không giết được gã nên nhiệm vụ thất bại. Joong-sang đi kiểm tra địa điểm nổ súng, cuối cùng biết được nữ diễn viên Yeon-soo chính là Sook-hee đã làm phẫu thuật gương mặt. Gã ghi âm một cuộc trò chuyện của cơ quan NIS và gửi nó cho Sook-hee. Đó là cuộc trò chuyện giữa Kwon-sook và Hyun-soo, tiết lộ Hyun-soo là đặc vụ ngầm.
Cơ quan NIS bắt giữ Sook-hee trong khi bọn thuộc hạ của Joong-sang bắt giữ Hyun-soo và Eun-hye. Hyun-soo cố gắng nói với Joong-sang rằng Eun-hye thực ra là con gái của gã, hi vọng gã sẽ dừng việc giết chóc lại. Tuy nhiên Joong-sang không quan tâm đến cô bé và bảo Hyun-soo hãy giết cô bé để đổi lấy mạng sống của chính anh. Hyun-soo chống trả bọn xã hội đen nhưng bị hạ gục, căn hộ cũng bị đặt bom.
Joong-sang sắp đặt một vụ giải cứu Sook-hee khỏi đội đặc vụ NIS. Khi trở về căn hộ, Sook-hee chứng kiến quả bom phát nổ khiến Hyun-soo và Eun-hye đều chết trước mặt cô. Cô cho rằng cơ quan NIS đã làm việc này nhưng Kwon-sook cho cô xem đoạn phim bằng chứng băng đảng của Joong-sang mới là kẻ đứng sau mọi chuyện. Sook-hee tấn công vào tòa nhà của bọn xã hội đen rồi đối đầu với Joong-sang. Sau đó Joong-sang cùng với bọn thuộc hạ lên xe buýt tẩu thoát. Sook-hee đã đuổi kịp xe buýt, chiến đấu điên cuồng đến khi chiếc xe bị lật. Sook-hee kết liễu Joong-sang bằng cây rìu khi thấy gã huýt sáo đầy vẻ khiêu khích. Nữ sát thủ bước ra khỏi xe buýt trong lúc lực lượng cảnh sát vây quanh cô, cô nở một nụ cười nghiệt ngã.

## Diễn viên
- Kim Ok-bin vai Sook-hee
- Shin Ha-kyun vai Lee Joong-sang
- Sung Jun vai Jung Hyun-soo
- Kim Seo-hyung vai Kwon-sook
- Jo Eun-ji vai Kim Sun
- Lee Seung-joo vai Choon-mo
- Son Min-ji vai Min-joo
- Min Ye-ji vai Sook-hee (trẻ)
- Kim Yeon-woo vai Eun-hye
- Jung Hae-kyun vai Jang Chun
- Park Chul-min vai cha của Sook-hee
- Kim Hye-na vai nữ đào tạo tân binh

## Phát hành
Ác nữ báo thù được công chiếu tại Hàn Quốc vào ngày 8 tháng 6 năm 2017.
Theo nhà phân phối Next Entertainment World, Ác nữ báo thù được bán bản quyền phát hành cho tổng cộng 115 quốc gia bao gồm các quốc gia ở Bắc Mỹ và Nam Mỹ, Pháp, Đức, Tây Ban Nha, Ý, Úc, Đài Loan, và Philippines. Sau đó số quốc gia có bản quyền công chiếu phim tăng lên 136 với thêm Nhật Bản, Trung Quốc, Singapore và Ấn Độ. Tại Việt Nam, phim được khởi chiếu vào ngày 28 tháng 7 năm 2017 với nhãn C18.

## Tiếp nhận
Ác nữ báo thù nhận được một tràng pháo tay dài bốn phút tại Liên hoan phim Cannes 2017.
Phim cũng được công chiếu tại Liên hoan phim châu Á New York lần thứ 16 vào đầu tháng 7 năm 2017. Tại liên hoan phim này, phim nhận được Giải Daniel E. Craft cho sự xuất sắc trong điện ảnh hành động.

### Đánh giá chuyên môn
Trên hệ thống tổng hợp kết quả đánh giá Rotten Tomatoes, phim nhận được 83% lượng đồng thuận dựa theo 60 bài đánh giá, với điểm trung bình là 6,9/10. Các chuyên gia của trang web nhất trí rằng, "Ác nữ báo thù mang tới đầy đủ những pha bạo lực giật gân thuần túy để làm hài lòng những người say mê thể loại này -- đồng thời cũng tự cắt đi một phần máu me của chính nó trong điện ảnh hành động Hàn Quốc hiện đại."
Khánh Hưng từ Zing chấm cho phim 7/10 điểm cùng lời tựa, "Bộ phim Ác nữ báo thù gây ấn tượng mạnh bởi những trường đoạn hành động đẫm máu, qua đó giúp khán giả phần nào quên đi sự tham lam và rời rạc của nội dung kịch bản." Lam Anh từ VnExpress thì khen ngợi sức ảnh hưởng của phim tới phòng vé Việt Nam, "Ác nữ báo thù - phim của diễn viên Cô dâu Hà Nội Kim Ok Bin - khốc liệt nhất trong các phim ra rạp Việt từ đầu năm."

## Giải thưởng và đề cử
| Giải thưởng                               | Hạng mục                                                      | Đề cử          | Kết quả   | Nguồn  |
| ----------------------------------------- | ------------------------------------------------------------- | -------------- | --------- | ------ |
| 16th New York Asian Film Festival         | Giải Daniel E. Craft cho sự xuất sắc trong điện ảnh hành động | Ác nữ báo thù  | Đoạt giải | [ 12 ] |
| 21st Fantasia International Film Festival | Giải GURU cho Phim hành động xuất sắc nhất                    | Ác nữ báo thù  | Silver    | [ 13 ] |
| 26th Buil Film Awards                     | Nữ diễn viên xuất sắc nhất                                    | Kim Ok-bin     | Đề cử     | [ 14 ] |
| 26th Buil Film Awards                     | Quay phim xuất sắc nhất                                       | Park Jung-hun  | Đoạt giải | [ 14 ] |
| 1st The Seoul Awards                      | Nữ diễn viên xuất sắc nhất                                    | Kim Ok-bin     | Đề cử     | [ 15 ] |
| 1st The Seoul Awards                      | Nữ diễn viên phụ xuất sắc nhất                                | Kim Seo-hyung  | Đề cử     | [ 15 ] |
| 54th Grand Bell Awards                    | Nữ diễn viên xuất sắc nhất                                    | Kim Ok-bin     | Đề cử     | [ 16 ] |
| 54th Grand Bell Awards                    | Ánh sáng xuất sắc nhất                                        | Lee Hae-won    | Đề cử     | [ 16 ] |
| 54th Grand Bell Awards                    | Quay phim xuất sắc nhất                                       | Park Jung-hun  | Đoạt giải | [ 16 ] |
| 54th Grand Bell Awards                    | Dựng phim xuất sắc nhất                                       | Heo Sun-mi     | Đề cử     | [ 16 ] |
| 54th Grand Bell Awards                    | Giải kỹ thuật                                                 | The Villainess | Đoạt giải | [ 16 ] |
| 38th Blue Dragon Film Awards              | Quay phim và ánh sáng xuất sắc nhất                           | The Villainess | Đề cử     | [ 17 ] |
| 38th Blue Dragon Film Awards              | Thành tựu kỹ thuật xuất sắc nhất cho các pha nguy hiểm        | The Villainess | Đoạt giải | [ 17 ] |
| 38th Blue Dragon Film Awards              | Nữ diễn viên xuất sắc nhất                                    | Kim Ok-bin     | Đề cử     | [ 17 ] |
| 18th Busan Film Critics Awards            | Giải kỹ thuật                                                 | Park Jung-hun  | Đoạt giải | [ 18 ] |
| 18th Busan Film Critics Awards            | Giải kỹ thuật                                                 | Kwon Kwi-deok  | Đoạt giải | [ 18 ] |
| 54th Baeksang Arts Awards                 | Nữ diễn viên xuất sắc nhất                                    | Kim Ok-bin     | Đề cử     | [ 19 ] |
| 23rd Chunsa Film Art Awards               | Nữ diễn viên xuất sắc nhất                                    | Kim Ok-bin     | Đoạt giải | [ 20 ] |